# Gianluca Pozzi
Gianluca Pozzi (Bari, 17 de junho de 1965) é um ex-tenista profissional italiano.